# Liaanappel
De liaanappel (Moutabea guianensis)  is een houtige liaan of struik met witte bloemen die oranje vruchten voortbrengt.
De plant komt voor in tropisch Zuid-Amerika: Peru, Ecuador, Brazilië, de Guiana's, Venezuela en Colombia.
Langs de rivieren Cristalino en Teles Pires in Brazilië komt deze epifyt voor in bossen voor die regelmatig overstromen. In Les Nouragues in Frans-Guyana worden de vruchten gegeten en de zaden verspreid door apen zoals de rode brulaap, bosduivel, bruine kapucijnaap en elders ook de baardsaki.
De kleine vruchten zijn vrij zeldzaam en geliefd bij kinderen. De gelige buitenschil lijkt op een eierschaal, hard en breekbaar en bevat maar weinig vruchtvlees.